# Lo sposalizio di Dio
Lo sposalizio di Dio (As Bodas de Deus, letteralmente "Le nozze di Dio") è un film del 1999 scritto, diretto e interpretato da João César Monteiro, terzo e ultimo capitolo di una trilogia cinematografica incentrata sulla surreale figura di João de Deus (il "Deus" del titolo, per l'appunto), comprendente Ricordi della casa gialla (Recordações da Casa Amarela, 1989) e La commedia di Dio (A Comédia de Deus, 1995).

## Trama
Tutto sembra perduto per João de Deus, quando in un freddo parco incontra un messaggero divino che gli dona un cofanetto pieno di denaro. Mentre João conta il denaro, una giovane donna sta annegando. João si getta nel fiume per salvarla e conduce la ragazza in un convento. Torna dunque al parco per recuperare il cofanetto: fortunatamente nessuno ha toccato il prezioso contenuto.